# 櫛玉比女命神社
櫛玉比女命神社（くしたまひめのみことじんじゃ）は、奈良県北葛城郡広陵町に鎮座する神社である。
式内社で旧社格は、村社。櫛玉媛神社古墳の上に鎮座している。

## 祭神
祭神は、櫛玉比女命。
櫛玉饒速日命の妃の、御炊屋姫命であると言われている。

## 境内摂社
- 弁財天社(祭神:市杵島姫命)

## 境内末社
- 白山神社と熊野神社の相殿(祭神:白山媛命・熊野大権現)
- 稲荷神社(祭神:豊宇気大神)
- 天照皇大神社(祭神:天照皇大神)
- 春日神社と八幡神社の相殿(祭神:品陀和気命・天児屋根命)

## アクセス
近鉄田原本線「箸尾駅」下車　徒歩15分